# Antonio Fernández García (historiador)
Antonio Fernández García (1936-) es un historiador español.

## Biografía
Estudió historia en la Universidad de Madrid, donde se doctoró con premio extraordinario.
Inició su carrera docente como catedrático de instituto en Barcelona y Madrid.
Tras ser profesor de la Universidad de Albano (Estados Unidos) y la Universidad de Valladolid, obtuvo la cátedra de historia contemporánea de la Universidad Complutense de Madrid, de la que actualmente es catedrático emérito. Es vicepresidente del Instituto de Estudios Madrileños, integrado en el CSIC.
Dirigió la revista Cuadernos de Historia Contemporánea.
Entre otros cargos, es vocal del Comité Español de Ciencias Históricas y experto del Consejo de Coordinación Universitaria. 
Ha publicado numerosos manuales de historia para enseñanzas medias y universitarias, además de más de un centenar de artículos y una veintena de libros. Su especialidad es la historia de Madrid en la Edad Contemporánea.

## Obras
- Historia de Madrid / Antonio Fernández García (Director). Madrid, Editorial Complutense, 1993, 737 páginas. ISBN 9788474914740.
- Madrid, de la Prehistoria a la Comunidad Autónoma / Dirección: Antonio Fernández García. Madrid, Comunidad de Madrid, 2008, 799 páginas. Facsímil digital pdf en Biblioteca Virtual de PublicaMadrid. ISBN 9788445131398.